# (8432) Tamakasuga
(8432) Tamakasuga est un astéroïde de la ceinture principale.

## Description
(8432) Tamakasuga est un astéroïde de la ceinture principale. Il fut découvert le 27 décembre 1997 à Kuma Kogen par Akimasa Nakamura. Il présente une orbite caractérisée par un demi-grand axe de 3,17 UA, une excentricité de 0,17 et une inclinaison de 2,3° par rapport à l'écliptique.

## Compléments